# VW-Buggy

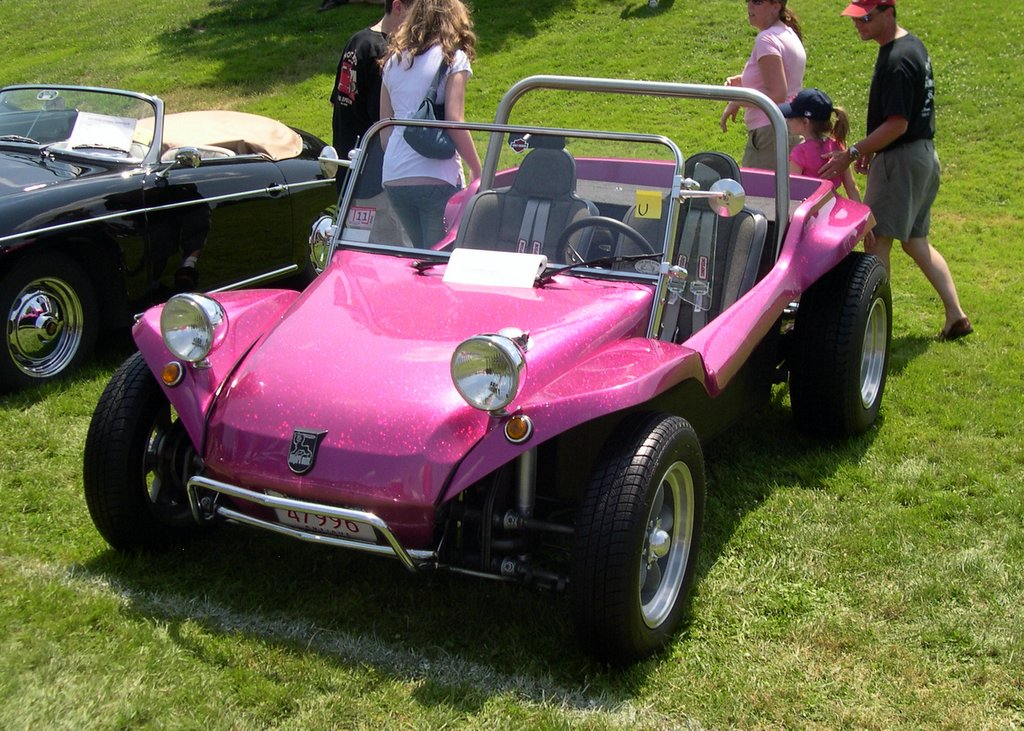
Original Meyers-Manx-Buggy

VW-Buggys, allgemein Buggys, sind offene Freizeitautos, die sich besonders für den Einsatz in Sanddünen eignen.
Sie waren die häufigste Variante sogenannter Kit Cars, entstanden Anfang der 1960er Jahre in den USA als Strandfahrzeuge der Hippie-Generation und verschwanden Ende der 1980er mit den zunehmenden Anforderungen der passiven Sicherheit.

## Gründe für die Käfer-Basis
Der Käfer galt aus mehreren Gründen als ein gut geeignetes Basisfahrzeug:
- Er hatte keine selbsttragende Karosserie, sondern einen Zentralrohrrahmen mit Bodenplatte. Darauf war eine nicht tragende Karosserie („Häuschen“) montiert. Deshalb konnte man die Karosserie entfernen oder modifizieren, ohne das Fahrverhalten zu verschlechtern.
- Der Käfer war als Gebraucht- oder Unfallwagen vielerorts preiswert zu bekommen
- ein Käfer galt als ein recht gutes Fahrzeug auf schwierigen Böden / Untergründen

## Geschichte
In den 1960er Jahren, in der Mode der Beatles und der Popularität des Pop- und kalifornisch geprägten Hippie-Lebensstils, kamen die Buggys auf. Als Erfinder des Dune-Buggys gilt der Kalifornier Bruce Meyers, der 1964 die erste von ihm entwickelte Kunststoffkarosse auf ein gekürztes VW-Käfer-Fahrgestell schraubte. Das war die Geburtsstunde des legendären Meyers-Manx-Buggy, dessen markante Form in den Grundzügen von allen folgenden Buggybauern kopiert wurde.
Durch Abschneiden nicht benötigter Karosserieteile und „Tuning“ entstanden in den 1960er Jahren aus VW-Käfern dann auch Rennfahrzeuge für das Baja-California-Rennen, das entlang der Küste der wüstenähnlichen Verlängerung auf die gleichnamige mexikanisch-südkalifornische Halbinsel führte.
Aus den Strandfahrzeugen der Hippies und einigen Eigenschaften der Baja-Rennwagen entwickelte sich dann zum Ende der 1960er Jahre auch in Europa eine rührige Umbau-Szene. Viele, meist kleine, Unternehmen boten Umbausätze, sogenannte Kits für die Kit Cars an, mit denen sich handwerklich begabte Schrauber in vielen Umbaustunden preisgünstige Spaß- und Sportfahrzeuge herstellen konnten. Vorreiter war die Hamburger Rudolf Kühn KG, die mit dem HAZ-Buggy 1968 den ersten deutschen Buggy in einer Kleinserie auf die Straße brachte.
Auf mehreren Stufen wurden diese Umbauten und Bausätze angeboten: von der preiswertesten Version (ca. 3000 DM) für eine blanke Kunststoff-Karosserie ohne Türen und Windschutzscheibe über halb montierte Bausätze mitsamt der Vorbereitung zum verkürzten Chassis für ca. 5000 bis 7000 DM bis hin zu TÜV-abgenommenen, straßenzulassungsfertigen Neufahrzeugen für weit über 10.000 DM reichte die Palette der Angebote.
Aufbauend auf der Buggy-Tradition stellte Volkswagen 2019 das elektrisch angetriebene Konzeptfahrzeug ID.Buggy vor.

## Technisches
Hauptbestandteil eines Käfer-Umbausatzes war die große Kunststoff-Karosserie, die aus glasfaserverstärktem Kunststoff, meist im Handauflegeverfahren, hergestellt wurde.
Typische Zubehörteile eines Buggys sind die sehr großen Räder an der Hinterachse und oftmals ein leistungsgesteigerter Motor. In den USA war einer der ersten und erfolgreichsten Typen der Manx von Bruce Meyers. Pionier in Europa wurde das belgische Unternehmen Apal.
Das wichtige Unterscheidungsmerkmal von Buggys besteht darin, ob das Fahrgestell verkürzt wurde oder die Käfer-Bodenplatte unverändert blieb. Die verkürzten Versionen waren wendiger, leichter und verwindungssteifer. 
Kundige Handwerker mussten die Bodenplatte allerdings an geeigneten Stellen auseinanderschneiden, um ca. 27,5 bis 39 Zentimeter kürzen und zusammenschweißen. In Deutschland mussten Handwerker Schweißscheine besitzen, damit das von ihnen bearbeitete Fahrzeug eine TÜV-Abnahme erhalten konnte.
Neben kleinen Tuning-Firmen produzierten bald auch größere Unternehmen Buggys. 
Der Karosseriehersteller Karmann in Osnabrück produzierte neben den Käfer-Cabrios und den Karmann-Ghia-Modellen, die VW selbst vertrieb, auch tausende von Buggys auf originalem Käferfahrgestell. 
Die Zeitschrift Gute Fahrt entwickelte 1969 das Modell Karmann GF.

## Bildergalerie

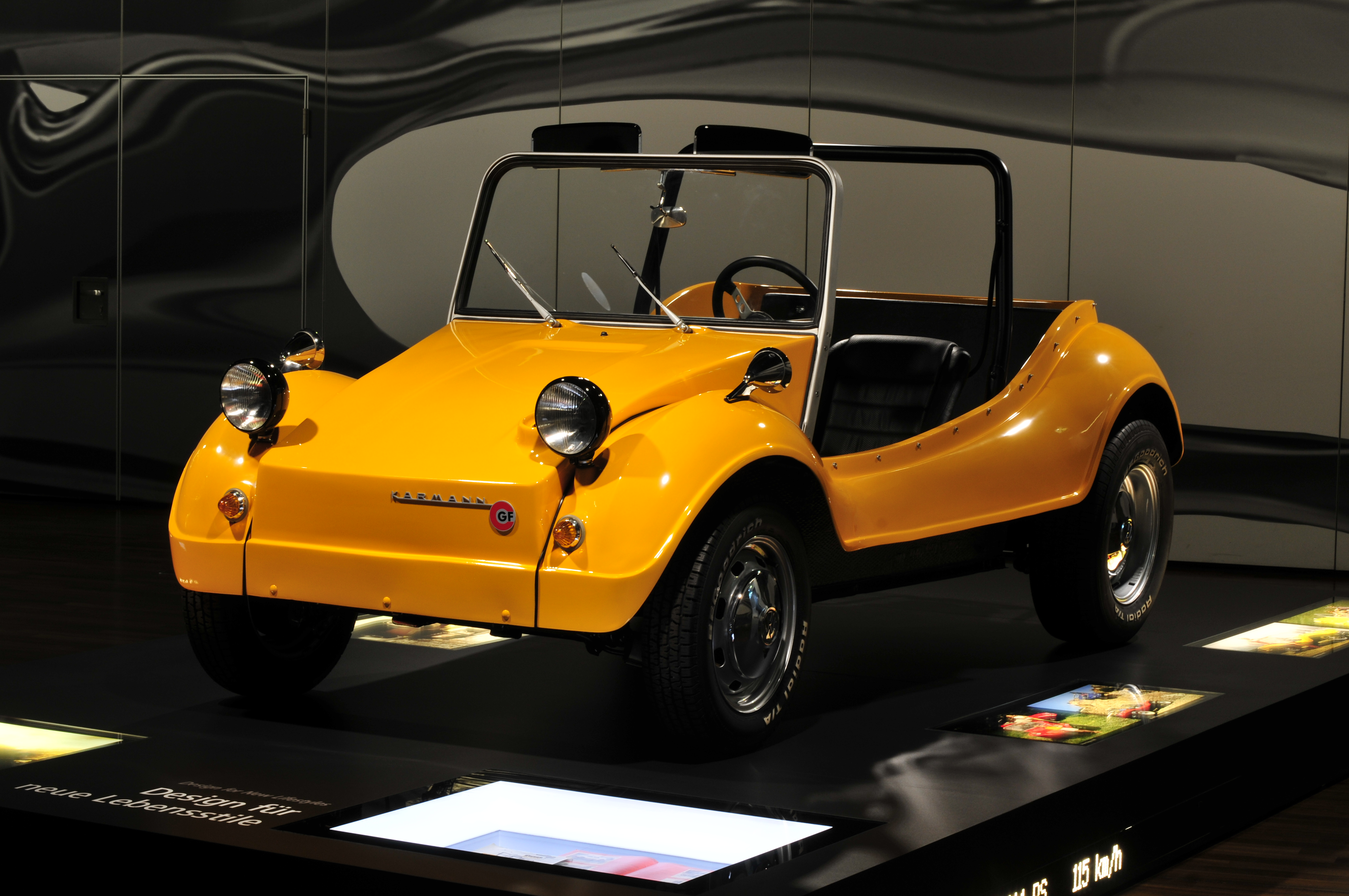
VW-Karmann-GF-Buggy, von VW angeboten
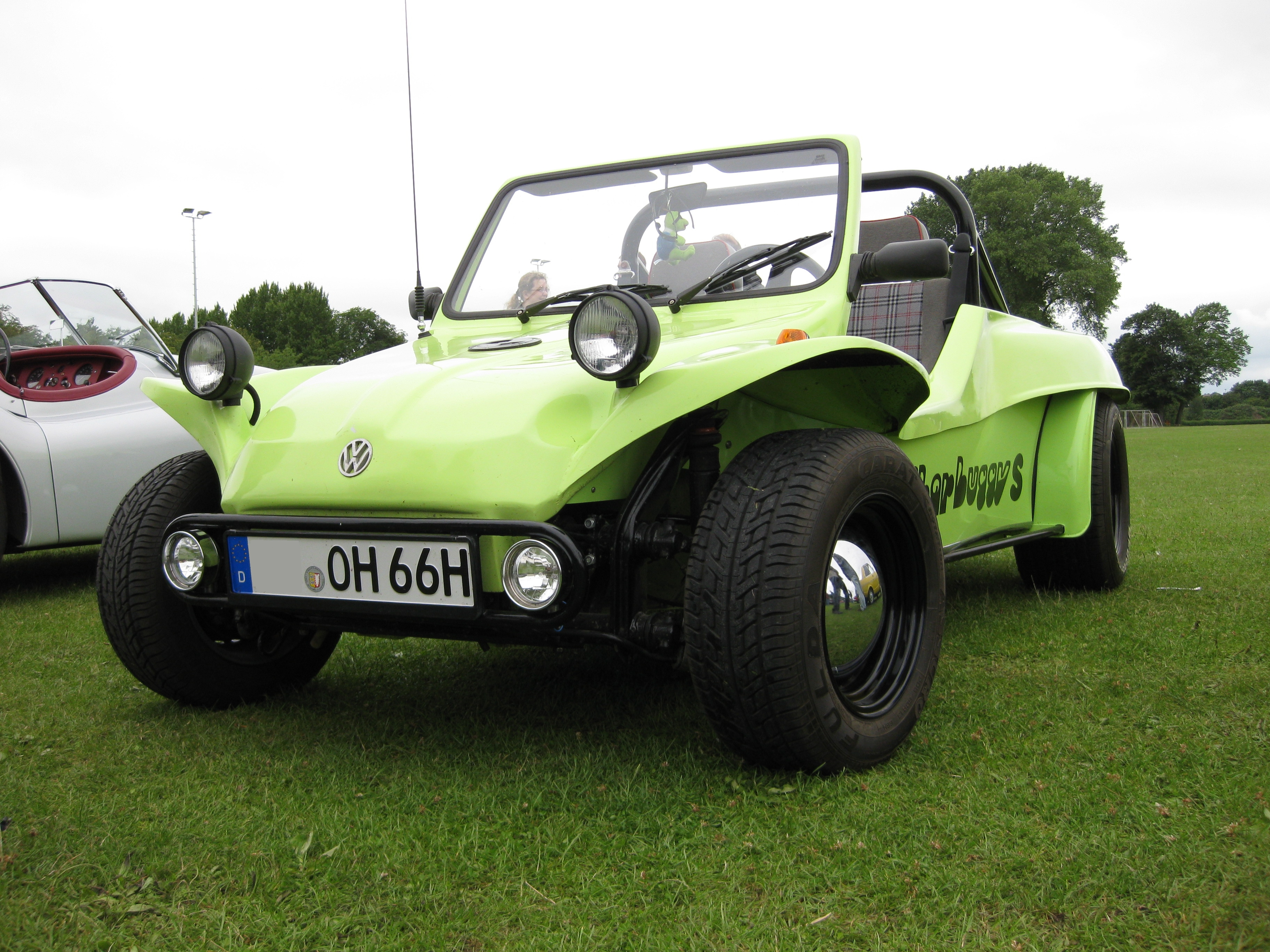
Albar Buggy von Alois Barmettler aus der Schweiz
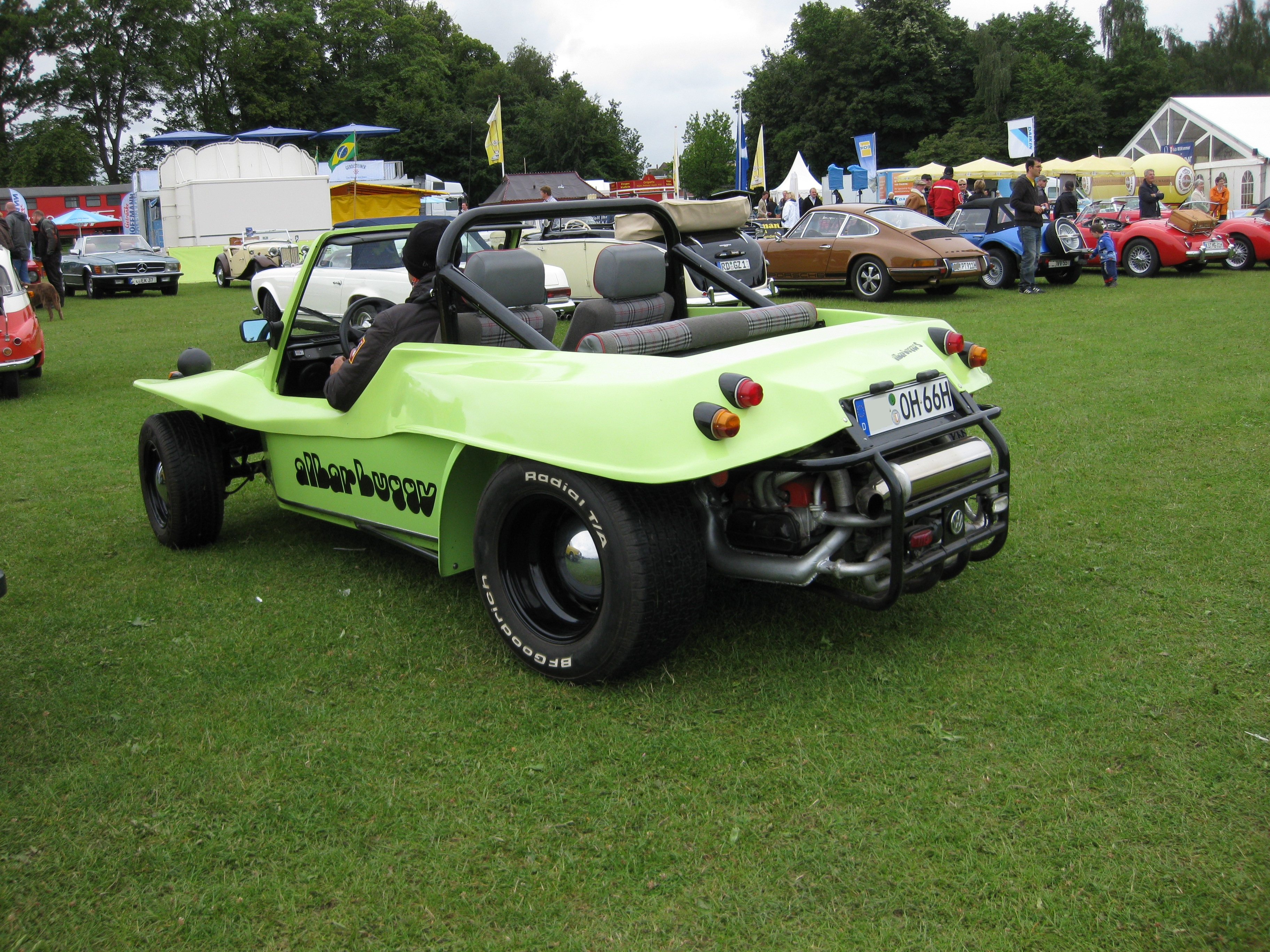
Heckansicht
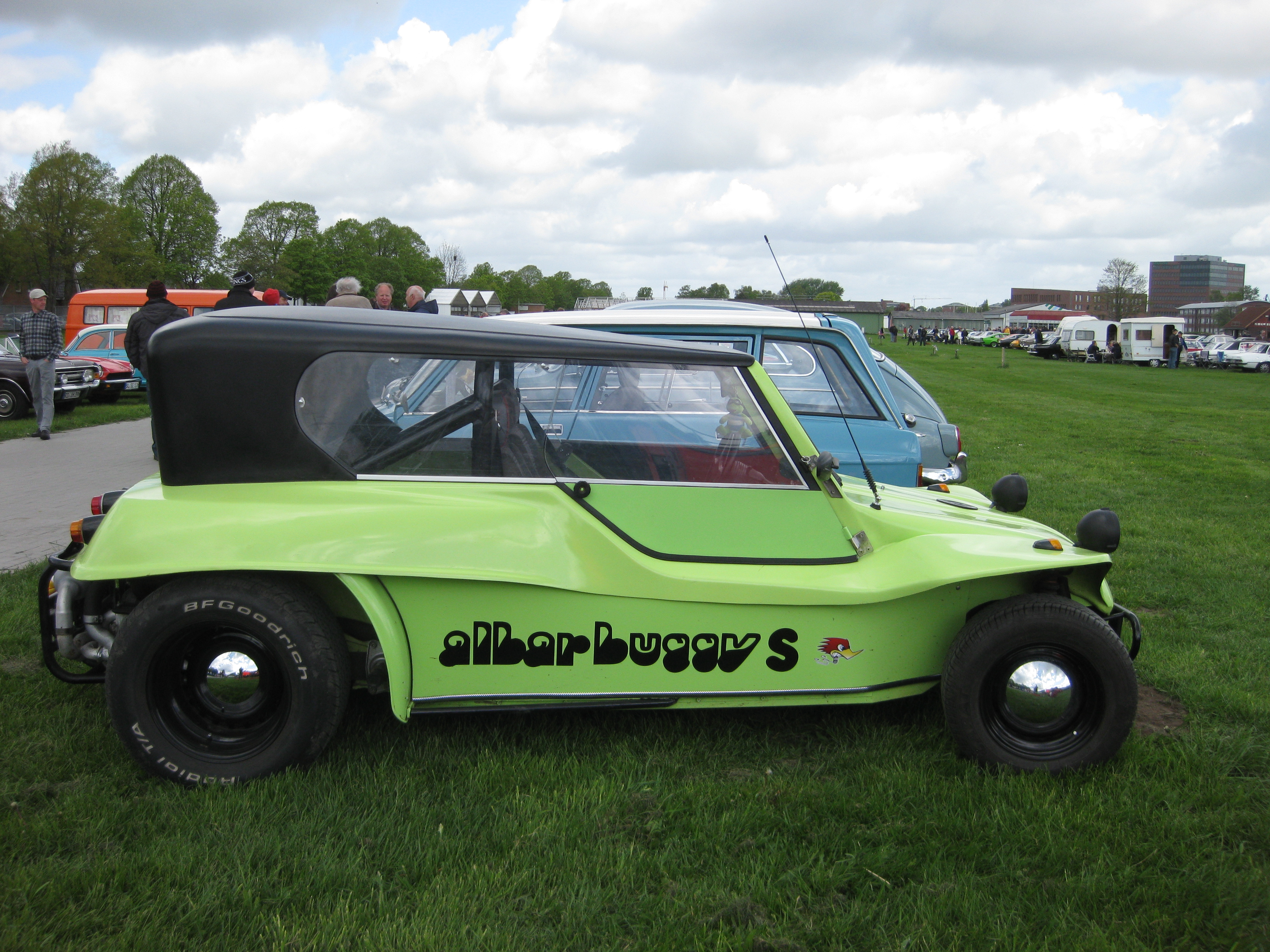
Seitenansicht mit Verdeck
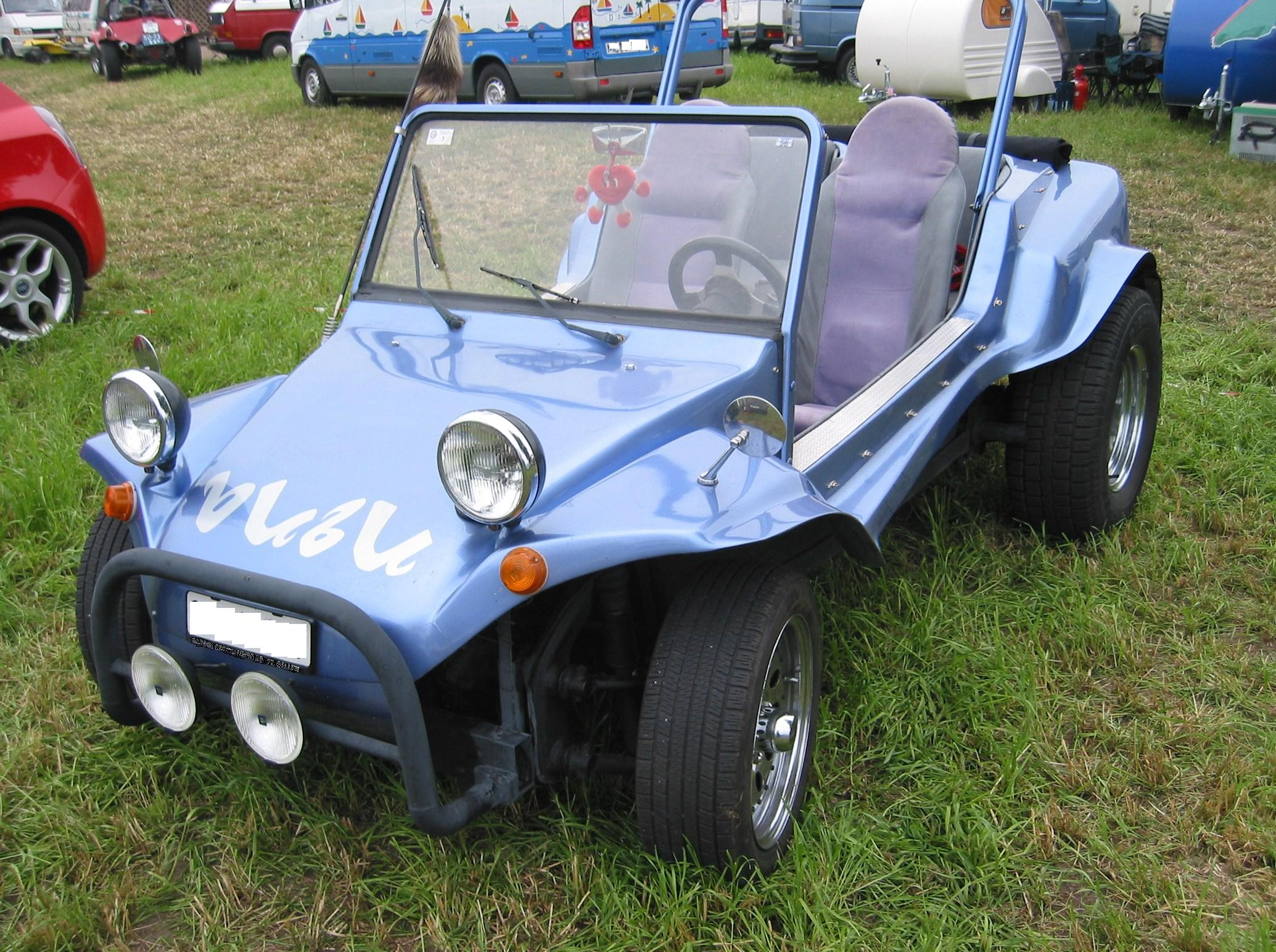
Swiss Buggy aus der Schweiz
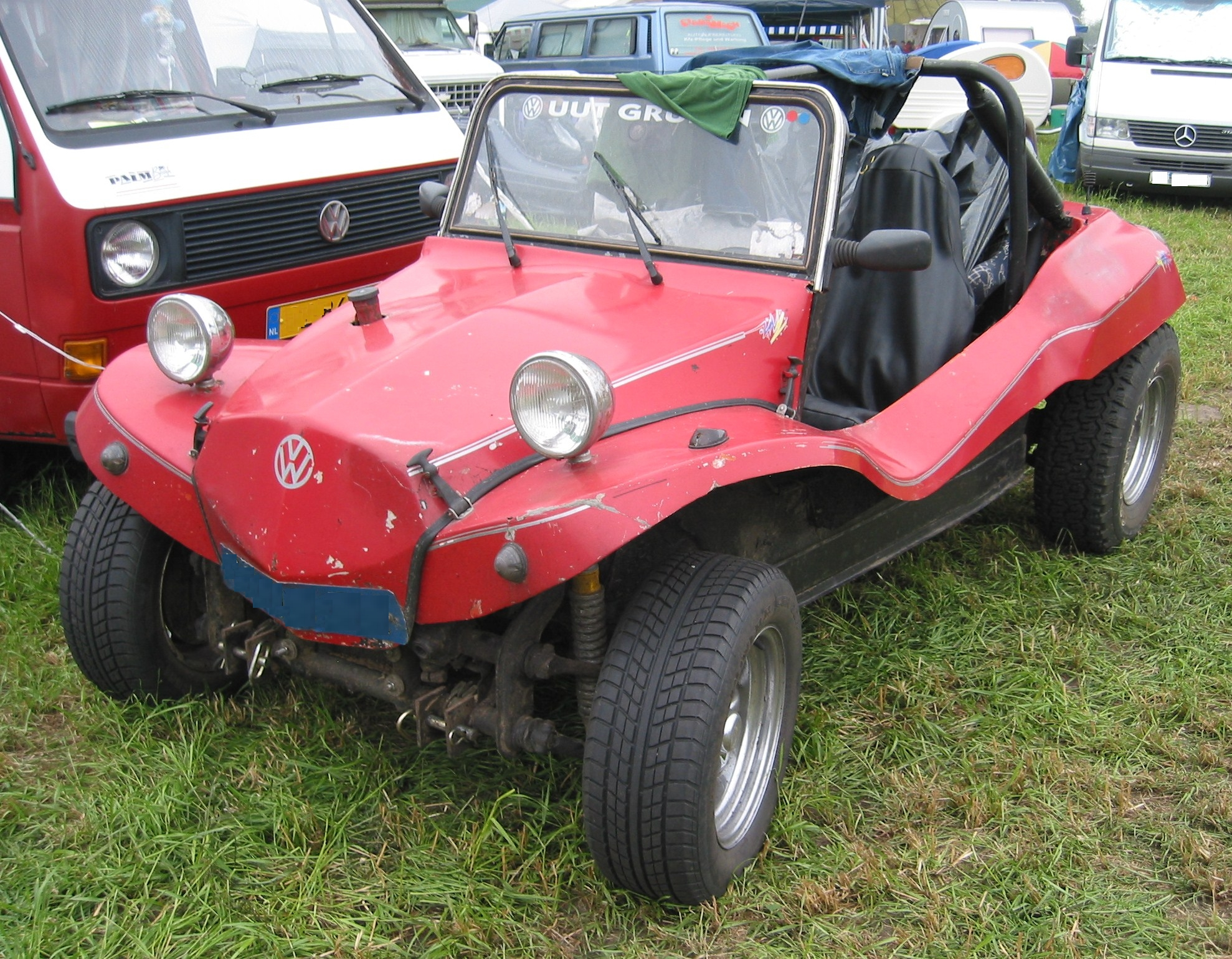
Bruvo aus den Niederlanden
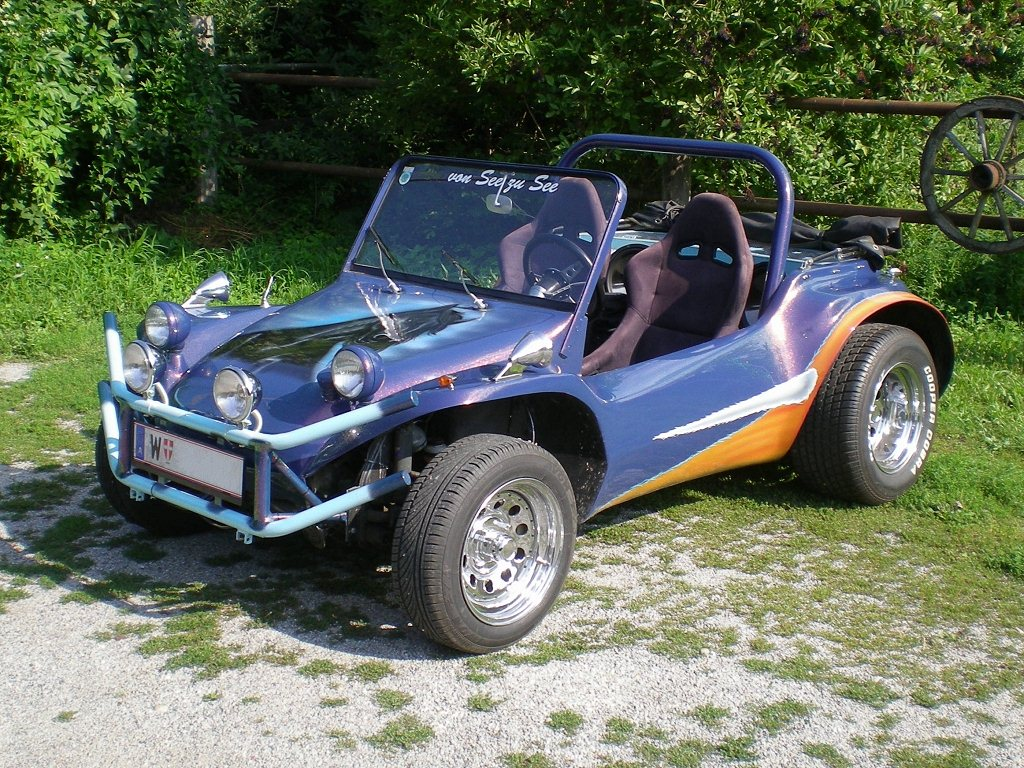
Ledl Europa von Ledl aus Österreich

## Das Ende
Die Bausatz-Herstellung endete zumeist in den 1980er Jahren, als die gesetzlichen Vorschriften zur Unfallverhütung und zur Fahrzeugtypenzulassung mit Crashtests und ähnlichem immer aufwendiger wurden und die Buggybauten verteuerten oder unmöglich machten. Buggys selberbauen und auch Cabrios allgemein kamen vollkommen aus der Mode. Bis in die frühen 1990er Jahre fristeten gebrauchte Buggys ein Aschenputtel-Schattendasein auf den Höfen der Gebrauchtwagenhändler. Keiner wollte diese Fahrzeuge mehr haben – kalt und zugig, wie sie im Winter oft waren, mit ihren ungefütterten Verdecken und fehlenden oder oftmals defekten Heizungen. (Ein „vernünftiger“ Buggy sollte eine funktionierende Standheizung haben, denn sonst bereitet das Auto nur in maximal vier Sommermonaten des Jahres Freude.)
Heute sind fahrbereite Buggys aus den 1960er und 1970er Jahren selten geworden. Aus den großen Pfingsttreffen der europäischen Buggygemeinde mit nicht selten über 500 Fahrzeugen in den 1980er Jahren sind beschauliche Veranstaltungen mit 100 bis 150 Buggys geworden. Mittlerweile bekommt man in Deutschland selbst im Zuge einer Einzelabnahme keine neuen Buggys mehr zugelassen. Gelegentlich sind auch heute noch Buggys der 1970er und 1980er Jahre im Gebrauchtwagenhandel zu finden, oft in etwas „durchwachsenem“ Zustand.

## Sonstiges
- Der Buggy war auch Vorbild des klassischen Darda-Spielzeugautos.
- Im Spencer & Hill-Film Zwei wie Pech und Schwefel spielt ein roter Strandbuggy mit gelbem Häubchen eine wichtige Rolle.
- In einer Szene im Film Thomas Crown ist nicht zu fassen machen Steve McQueen und Faye Dunaway in einem Dünen-Buggy zum Theme „Windmills of your mind“ den Strand unsicher.
- Auch die Umbauten anderer Fahrzeuge oder komplette Eigenbauten, wie z. B. die Schlesser Buggys von Jean-Louis Schlesser oder der französischen Firma SMG werden häufig als Buggy bezeichnet.
- Die Fahrzeugtypen des Düne Buggy und seine Verwandten sind bis heute in Deutschland unter dem behelfsmäßigen Markennamen „Kunststoff“ und der Herstellerschlüsselnummer 0950 zugelassen.[1]